# عبد الجبار البناء
عبد الجبار البنّاء (1925 - 2016) هو نحات وفنان تشكيلي عراقي، أنجز أكثر من 70 قطعة فنية فولكلورية وساهم في العديد من النشاطات الفنية للفن العراقي الحديث.

## حياته
عبد الجبار البناء ولد في بغداد عام 1925 في محلة باب الشيخ، انظم الى الحركة اليسارية وسُجن في سجن بغداد المركزي بسبب نشاطه السياسي في ذلك الوقت، وهو في داخل السجن نحت أحد أعماله وهو رأس لمدير مستشفى السجن (د. مظفر علي) الذي نال إعجابه وطلب منهم معاملته معاملة جيدة، وبعد خروجه من السجن قرر إكمال دراسته في معهد الفنون الجميلة وتخرج منه عام 1960، تتلمذ على يد الفنان جواد سليم الذي يعتبر من أقرب التلاميذ له حيث كان يشيد به في كل مناسبة، سافر إلى السعودية عام 1964 ليعمل أستاذاً للنحت في دار المعلمين العالية بالرياض ليبقى فيها لمدة 4 سنوات، بعدها قرر العودة للعراق ليقيم أول معرض شخصي له في المتحف الوطني للفن الحديث في بغداد، عُين في متحف "التاريخ الطبيعي" رئيساً للقسم الفني في جامعة بغداد، إشترك في مهرجان الفن التشكيلي في عام 2014 لذكرى 80 عام على تأسيس الحزب الشيوعي العراقي في قاعة الحوار للفنون.

## عضوية ومناصب
- استاذاً للنحت في دار المعلمين في الرياض عام 1964.
- أستاذاً للنحت في معهد الفنون الجميلة في بغداد للقسم المسائي عام 1982.
- عضو في جمعية الفنانين التشكيلين العراقيين.
- عضو في نقابة الفنانين العراقيين.

## معارض
- معرض شخصي في المتحف الوطني للفن الحديث - بغداد عام 1974 و1977 و1978.
- مشارك في معرض نيسان الرابع في المتحف الوطني للفن الحديث - بغداد 1977.
- معرض شخصي على قاعة بغداد في دائرة الفنون التشكيلية - بغداد 1987.

## وفاته
توفي الفنان عبد الجبار البناء في 30 سبتمبر 2016 عن عمر ناهز 91 عاماً.

## روابط خارجية
- مجلة تشكيل